# Blumengärten Hirschstetten

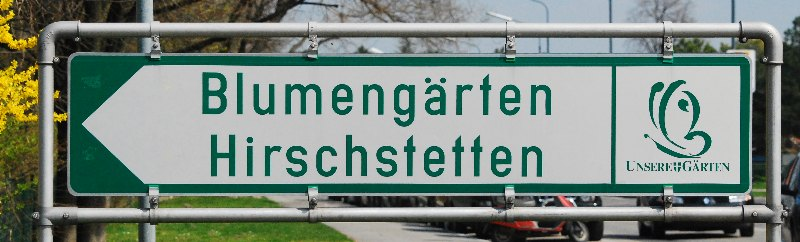
Wegweiser zu den Blumengärten Hirschstetten

Die Blumengärten Hirschstetten (ehemals Reservegärten Hirschstetten) in der Quadenstraße im 22. Wiener Gemeindebezirk Donaustadt gehören zur Magistratsabteilung (MA) 42 – Wiener Stadtgärten des Magistrats der Stadt Wien.

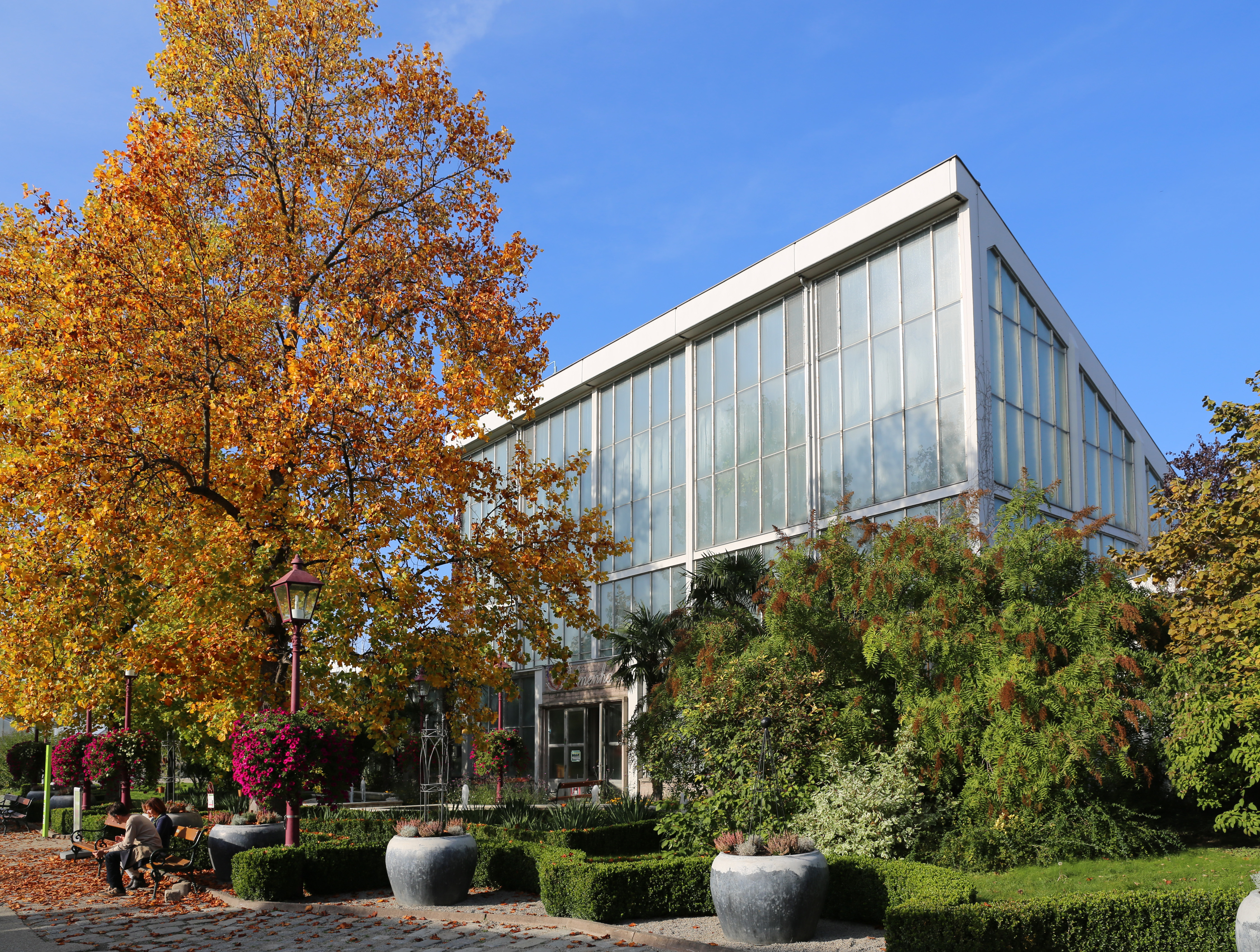
Palmenhaus der Blumengärten Hirschstetten

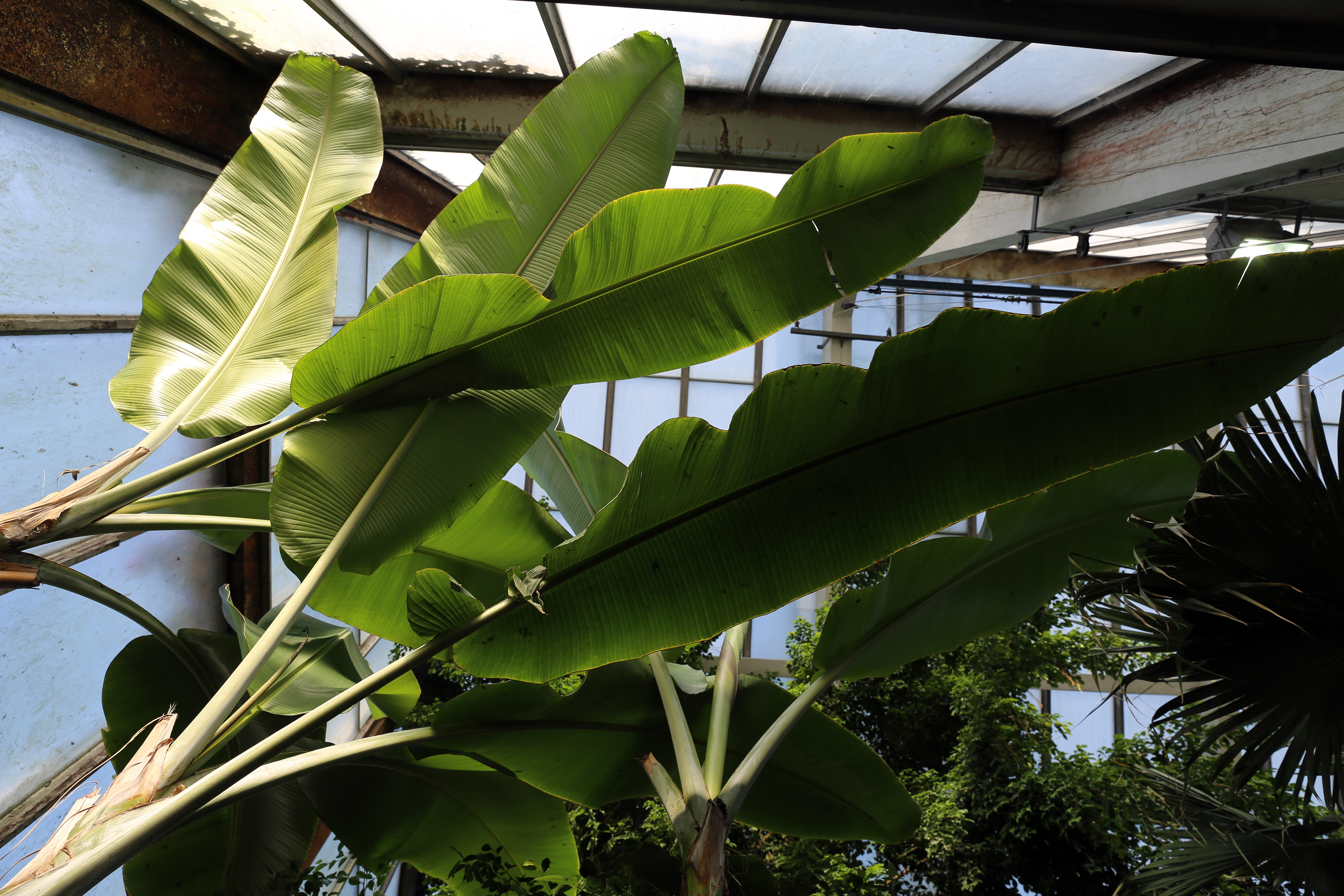
Dessertbanane im Palmenhaus

In den Blumengärten Hirschstetten wurden seit den 1950er Jahren die für die öffentlichen Auspflanzungen benötigten Pflanzen gezogen. Da die Produktion der Pflanzen mehr und mehr durch Zukauf überflüssig wurde, hat man beschlossen die Flächen umzugestalten und für Besucher zu öffnen. Seit 2002 ist die Anlage zwischen Mitte März und Mitte Oktober geöffnet und wird als Erholungsort genutzt. In der öffentlich zugänglichen Anlage können neben dem Palmenhaus im 60.000 m2 großen Florarium thematisch angelegte Schaugärten („Donaustädter Weinhügel“, „Garten der Provence“, „Chinesischer bzw. TCM-Garten“, „Urzeitgarten“), ein nachempfundener traditioneller Bauernhof und mehrere kleine zoologische Bereiche (Wildkatzengehege, Ziegen am Bauernhof, Schildkröten-Garten, Insektarium im Palmenhaus) besichtigt werden.

## Geschichte

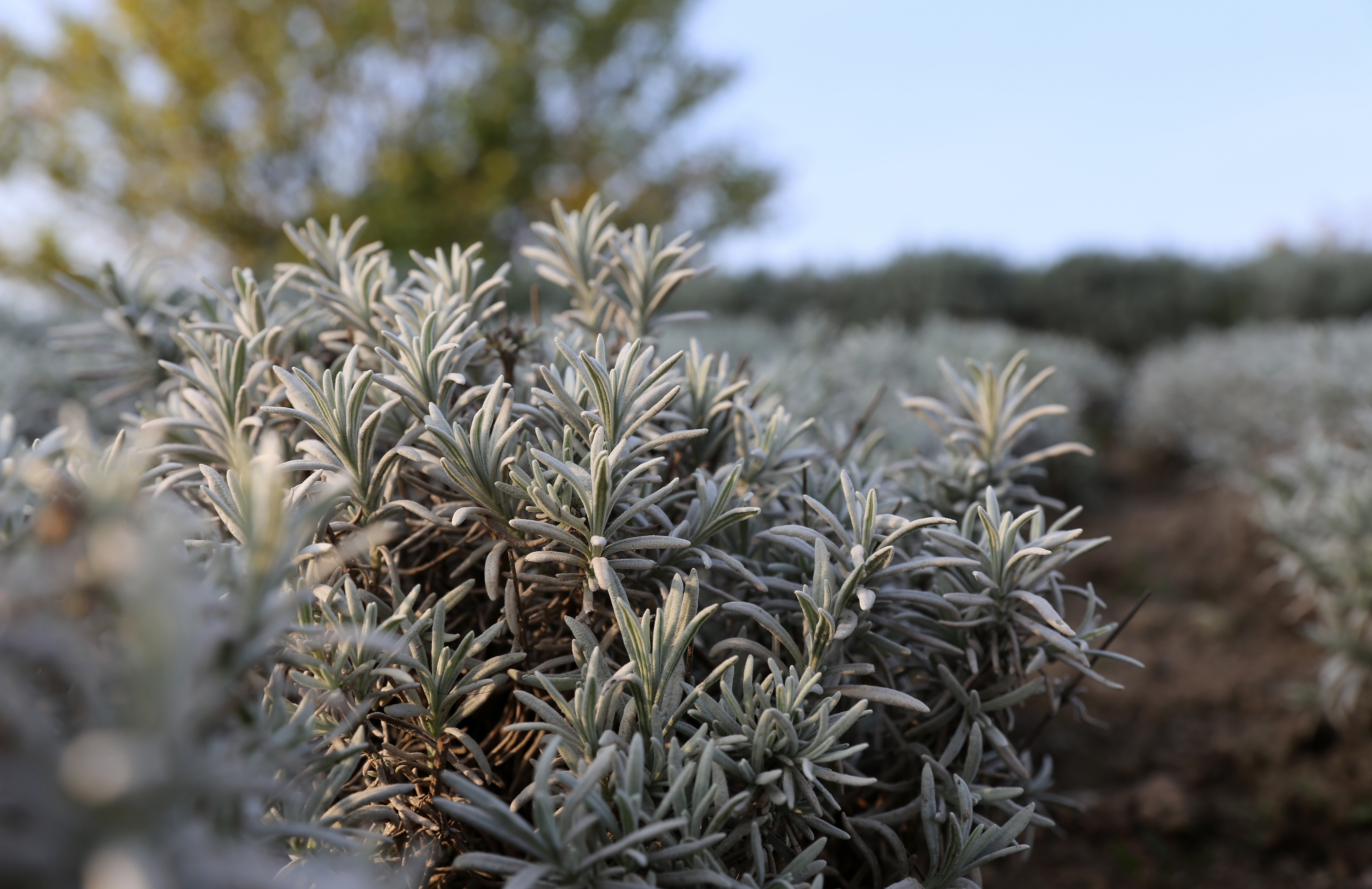
Silberblatt-Lavendel im „Garten der Provence“

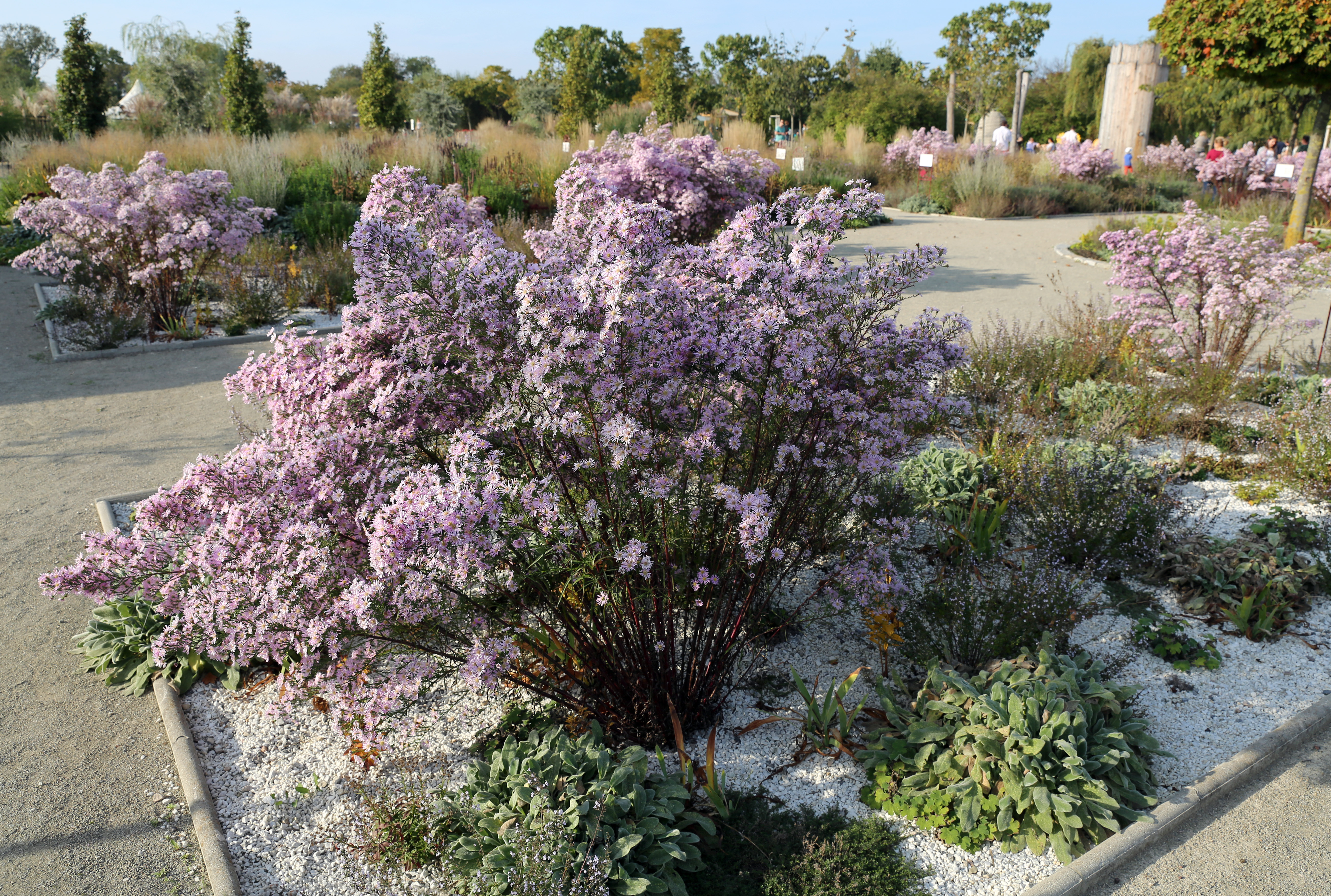
Strauchpflanzungen im „Garten der Flora“

1860 erwarb die Stadt Wien die Gärtnerei des Bechard-Palais (heute Standort der Weißgerberkirche), um die für die städtischen Gartenanlagen benötigten Pflanzen selbst ziehen zu können. Zwischen 1867 und 1868 wurde ein neuer Standort auf dem Heumarkt im Bereich des heutigen Wiener Eislaufvereins bezogen, der allerdings 1896/1897 wegen der Wienflussregulierung zugunsten der neuen Adresse Vorgartenstraße 158–170 (bzw. Ennsgasse 12) in Wien-Leopoldstadt aufgegeben wurde.
Auf den dort zur Verfügung stehenden 46.000 m2 Grundfläche befanden sich Mistbeete, 25 Glashäuser und ein (1904 errichtetes) Palmenhaus, in dem man die für städtische Repräsentationsveranstaltungen gebrauchten Kübelpflanzen überwinterte. Im Juli 1914 wurde die Finanzierung für den Bau eines Gebäudes beschlossen, das außersaisonal das Geflügel städtischer Parkteiche aufnehmen sollte.
Eine weitere, mit 71.300 m2 bedeutende städtische Anlage war der Reservegarten Kagran (Ziegenhäufl), heute: Schulgarten Kagran mit dem seit 1977 bestehenden Österreichischen Gartenbaumuseum im Haus Siebeckstraße 14. Der in Teilen vor dem Ersten Weltkrieg von Stadtgartendirektor Wenzel Hybler (1847–1920) angelegte Reservegarten Kagran gewann vor allem in der Kriegs- wie Nachkriegszeit besondere Bedeutung, da bedingt durch die schlechte Versorgungslage der Bewohner Wiens die Schulung für Anbau und Aufzucht von Gemüse und Obstbäumen geboten war; bereits 1915 wurden, wenn auch noch in bescheidenem Umfang, Gemüsesetzlinge an die Bevölkerung unentgeltlich abgegeben, 1916 waren es bereits 1,6 Millionen. 1923 überließ die Gemeindeverwaltung den Reservegarten der Kleingartenstelle der Stadt Wien GmbH, verbunden mit dem Auftrag, eine Produktionsstätte für Obstbäume zu schaffen, da, nach einer Schätzung, allein in Wiener Gärten Platz für über 300.000 Obstbäume vorhanden war. Einige Jahre später ging die Anlage in den Besitz des Wiener Fortbildungsschulrates über, der den Betrieb in eine Gartenbauschule überführte.
Vor dem Ende des Zweiten Weltkriegs bestanden in Wien zwei große städtische Gärtnereien sowie sechs kleinere Glashausbetriebe.
Mit der Übernahme des Grundstücks in der Quadenstraße begann das Wiener Stadtbauamt mit den Planungsarbeiten für die neue städtische Gärtnerei.
Gründe für die ab 1957 erfolgte schrittweise Übersiedlung nach Hirschstetten waren die schweren Kriegsschäden an der Anlage in der Vorgartenstraße und auch die Abgase des nahe gelegenen Dampfkraftwerks Engerthstraße. Gleichzeitig wurden mit dieser Maßnahme auch verschiedene kleine Gärtnereien aufgelassen, so dass nur noch die beiden großen Standorte Hirschstetten und die ehemaligen Rothschildgärten auf der Hohen Warte bestehen blieben. Auf dem bisherigen Standort wurden der neue Vorgartenmarkt sowie Wohnhäuser errichtet.
Seit 1982 besteht eine Dependance in der Hänischgasse in Eßling.
Im September 2002 wurde der ursprüngliche Name Reservegarten Hirschstetten auf Blumengärten Hirschstetten geändert. Besucher können die Anlage von April bis Oktober besichtigen, in den Wintermonaten bleibt das Palmenhaus geöffnet.

### Prominente Besucher
Im Jahr 1958 besuchte der österreichische Minister Oskar Helmer den Reservegarten, im Juni 1963 war der indonesische Staatspräsident Sukarno gemeinsam mit Bürgermeister Franz Jonas – dieser erhielt im August des gleichen Jahres zwei im Reservegarten gereifte Bananen als Geschenk – zu Gast.

## Anlage

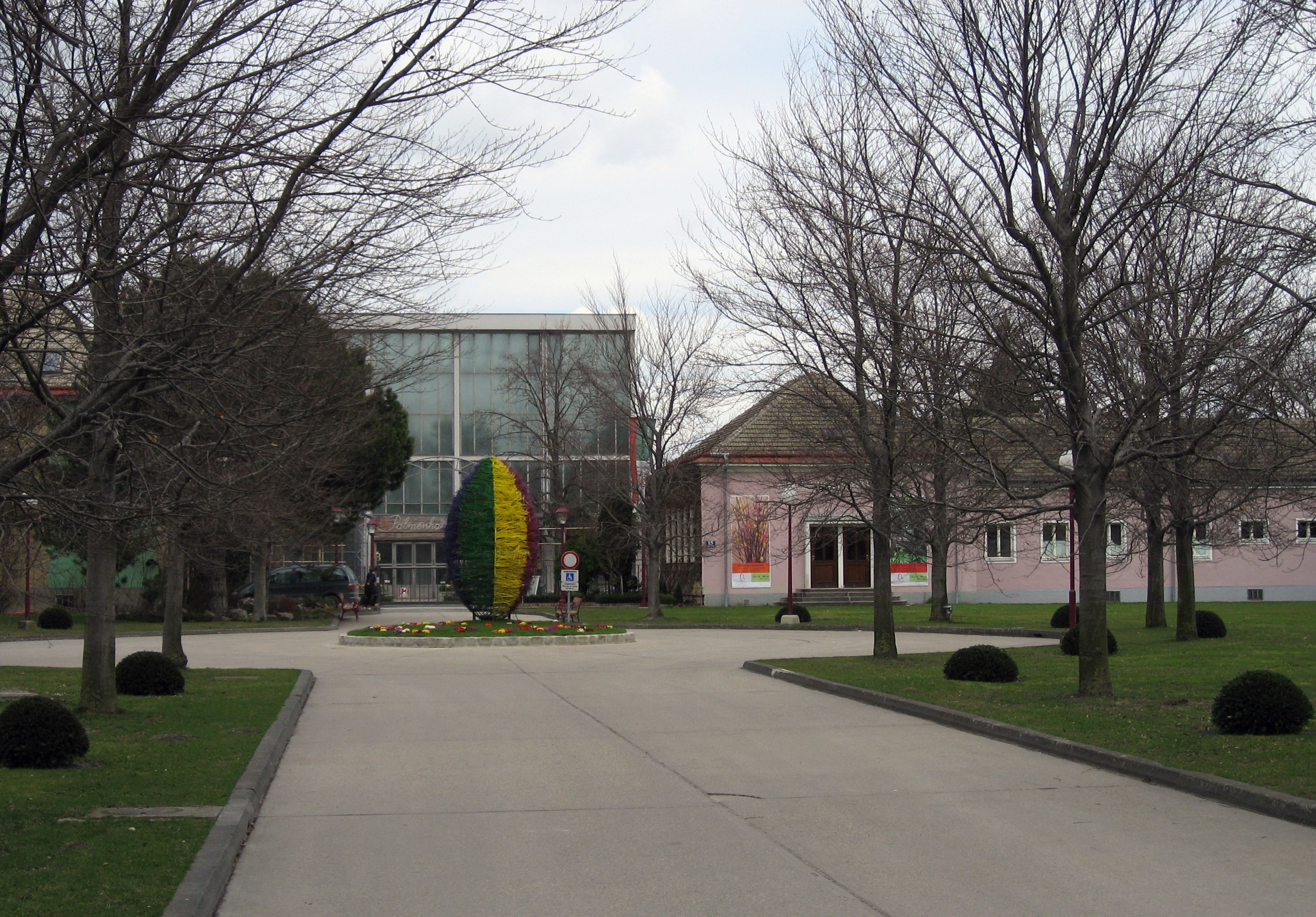
Eingangsbereich

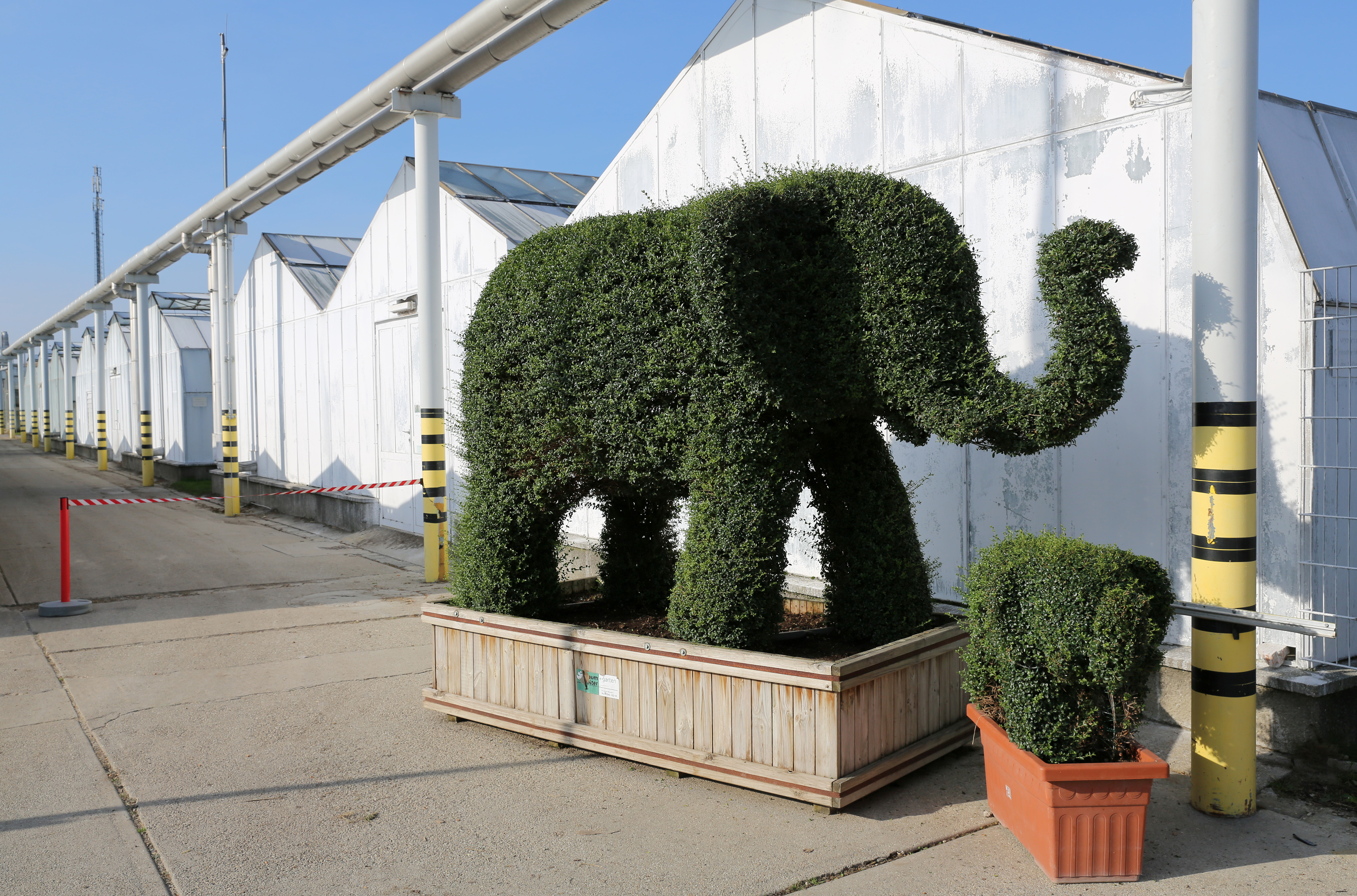
Gewächshäuser und Beispiel für einen Formschnitt

Die zum Zeitpunkt ihrer Errichtung modernste städtische Großgärtnerei Europas umfasste auf einer Fläche von 18 Hektar
- 24 Kulturhäuser in der Größe von 6 Meter × 22 Metern,
- 3 Glashäuser in der Größe von 8 Meter × 22 Metern,
- 3 Glashausblockanlagen mit 27 Schiffen,
- 1 Großgewächshaus (Palmenhaus) mit drei Abteilungen. Diese sind mit Verbindungsgängen miteinander verbunden, die auch mit Lastkraftwagen befahren werden können.

Zu den auf diese Art verbauten 9629,5 Quadratmeter Grundfläche kamen noch rund 8000 Quadratmeter an Mistbeeten dazu.
Weiters wurden unter anderem auch zwei Überwinterungshäuser für Kalthauspflanzen, zwei Topfhäuser zur Lagerung von Blumentöpfen, ein Wohnhaus für Bedienstete, ein Gästehaus für Gärtner aus dem Ausland, ein Personalgebäude sowie Stallungen, in denen Wasservögel aus den Wiener Parkanlagen (Flamingos, Pelikane, Fischreiher, Störche, Schwäne und Enten) überwintert wurden, errichtet.
Zur technischen Ausstattung des Reservegartens Hirschstettens gehörte auch eine Wärmepumpe, welche nach dem Theresienbad in Meidling die zweite derartige Anlage in Wien war.

### Florarium
Das so genannte Florarium umfasst auf einer Fläche von 60.000 m2 zahlreiche Themengärten mit sowohl heimischen wie auch Pflanzen aus anderen Regionen wie Palmen, Zitrusgewächsen uva. sowie Wassergärten und einen Irrgarten aus Liguster-Hecken.

### Palmenhaus

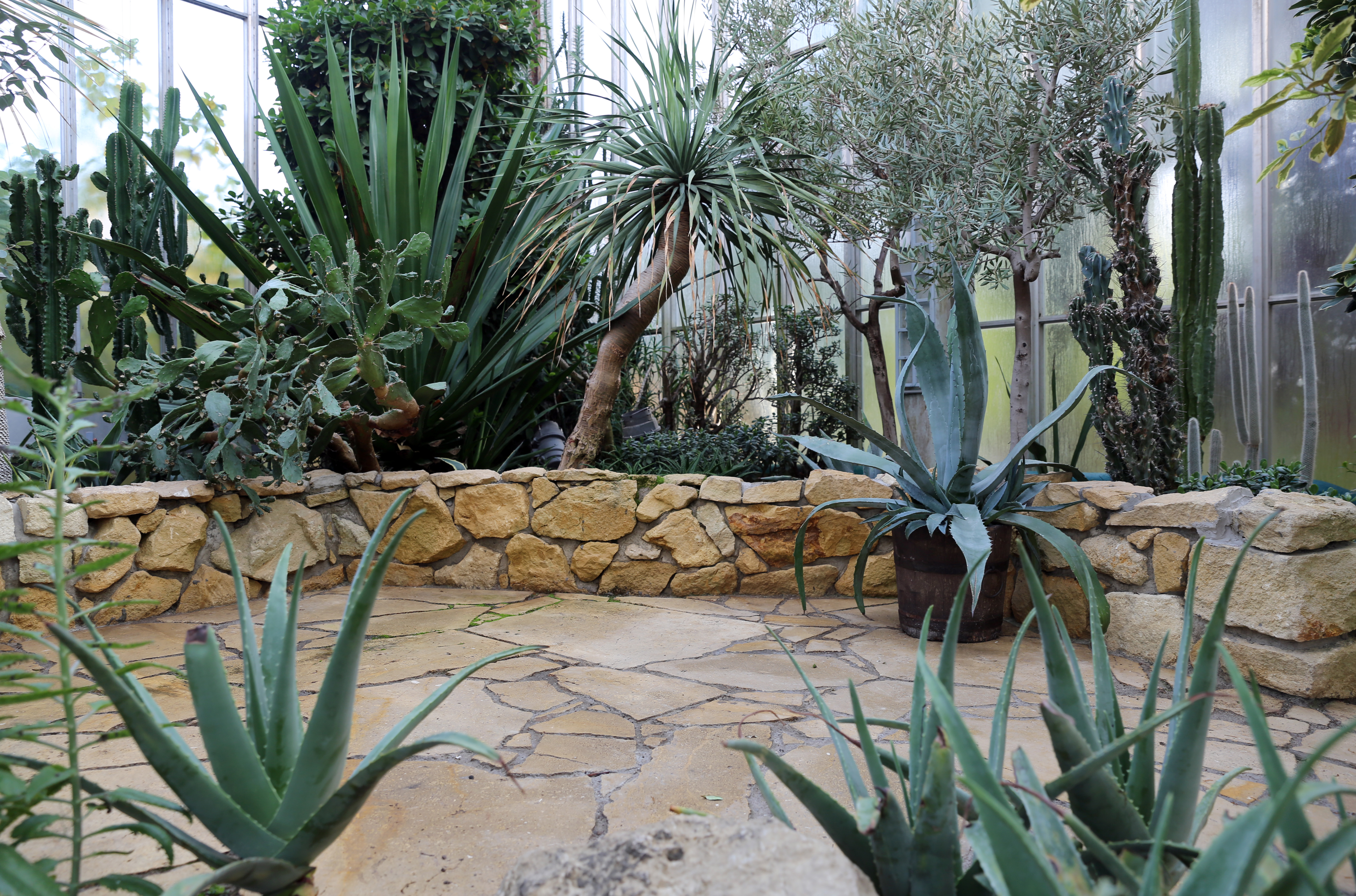
Mediterrane Zone im Palmenhaus

Im Palmenhaus wird auf 700 m2 in drei Bereichen die Flora, in kleinem Umfang auch die Fauna, aus drei Klimazonen präsentiert. Der zentrale Bereich, der auch einen Teich und einen Wasserfall umfasst, zeigt Pflanzen aus tropischen Regionen, die beiden seitlichen Trakte einerseits Pflanzen des Mittelmeerraumes, anderseits den sog. Palmenhain.

### Zoologische Anlagen

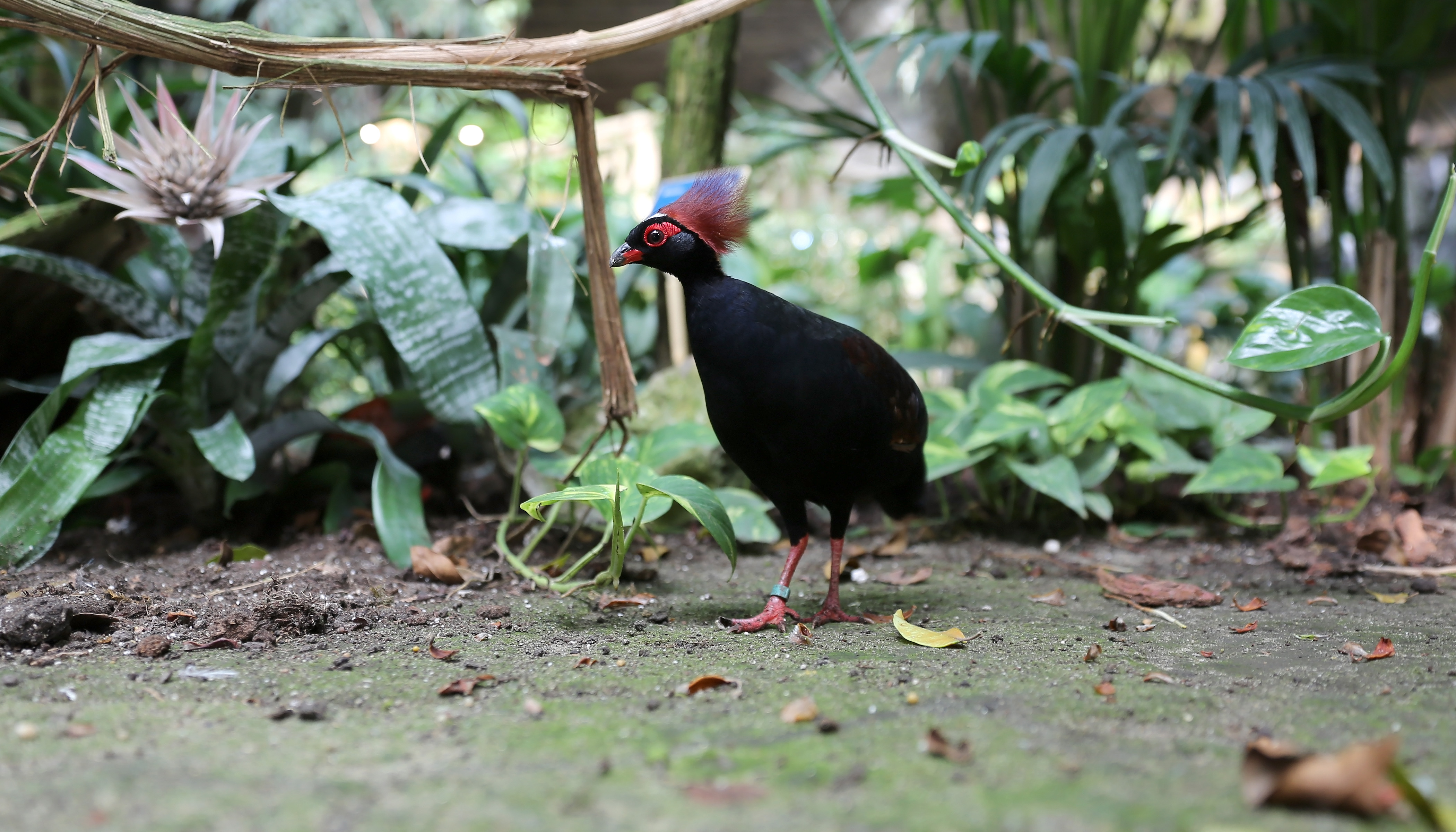
Straußwachtel im Palmenhaus

Seit den 70er Jahren gibt es in den Blumengärten Hirschstetten auch Tiere, 2006 wurde um die tierschutzrechtliche Genehmigung angesucht, die auch erfolgte. Seither hat der zoologische Garten in Hirschstetten eine Genehmigung der Kategorie A, genauso wie der Tiergarten Schönbrunn.
Das Palmenhaus beherbergt Gehege mit Nördlichen Spitzhörnchen und Felsenmeerschweinchen sowie mehrere Insektarien und Terrarien. Zwischen den Pflanzen leben Vögel wie Straußwachteln, Ganges-Brillenvögel u. a.
Im Florarium befinden sich Gehege für Echsen, Kammmolche, Feuersalamander und ein Wildkatzenpärchen, der Schildkröten-Garten und am Bauernhof ein Areal für Ziegen und eines für Schafe. Ursprünglich in einem eigenen Gehege gehaltene Ziesel haben sich rasch auf weiten Teilen des Areals ausgebreitet und bewohnen nun u. a. den Weinhügel. In den letzten Jahren läuft auch ein Nachzucht-Programm für den Habichtskauz, dessen herangewachsenen Junge jedes Jahr ausgewildert werden.

## Leistung

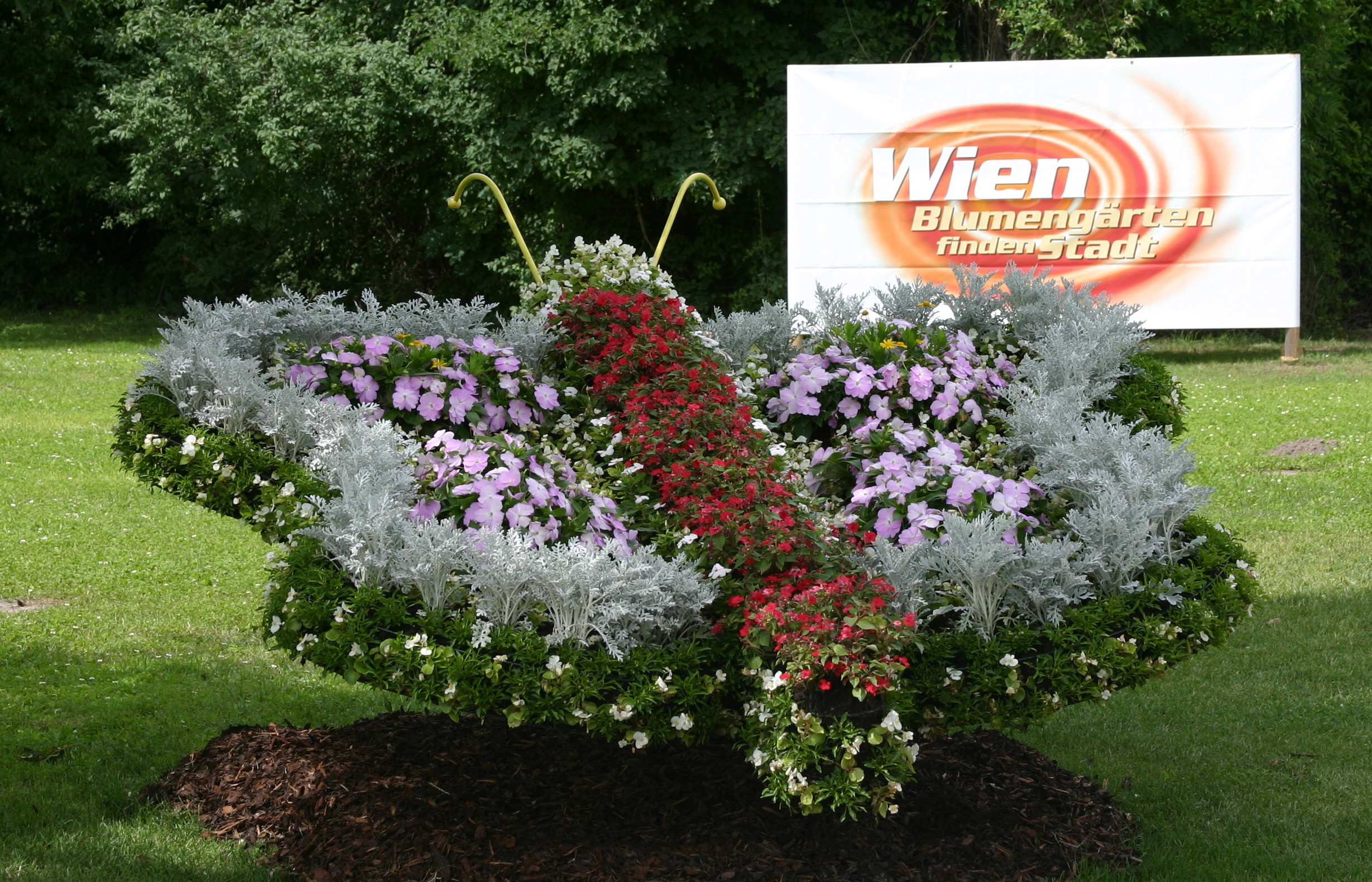
Blumen-Arrangement in Form eines Schmetterlings

Viermal jährlich findet in Wien eine frische Bepflanzung von Grünflächen in Parks, Pflanzschalen an verschiedenen Standorten sowie auf Verkehrsinseln statt.
Zwischen Februar und März werden rund 260.000 Frühlingsblumen (mehrheitlich Primeln), zwischen Mai und September rund 1.200.000 Sommerblumen sowie zwischen September und Dezember rund 50.000 im Herbst blühende Pflanzen (beispielsweise Chrysanthemen, Eriken und Zierkohl) ausgepflanzt, welche neben Pflanzen aus dem Zweigbetrieb in Eßling zum überwiegenden Teil aus den Blumengärten Hirschstetten stammen. Dazu kommen noch rund 50.000 mehrjährige blühende Stauden, die ebenfalls aus den Blumengärten Hirschstetten stammen.
Eine weitere Aufgabe der Blumengärten sind die pflanzliche Ausstattung von Amtshäusern, Schulen und Krankenhäusern, von Bällen der Stadt Wien, aber auch von Präsentations- und Informationsveranstaltungen der Stadt Wien.
In Krisenzeiten sollte der Reservegarten Hirschstetten herangezogen werden, um für die Wiener Spitäler, Kindergärten und sonstigen Wohlfahrtsanstalten Gemüse zu erzeugen.

## Veranstaltungen

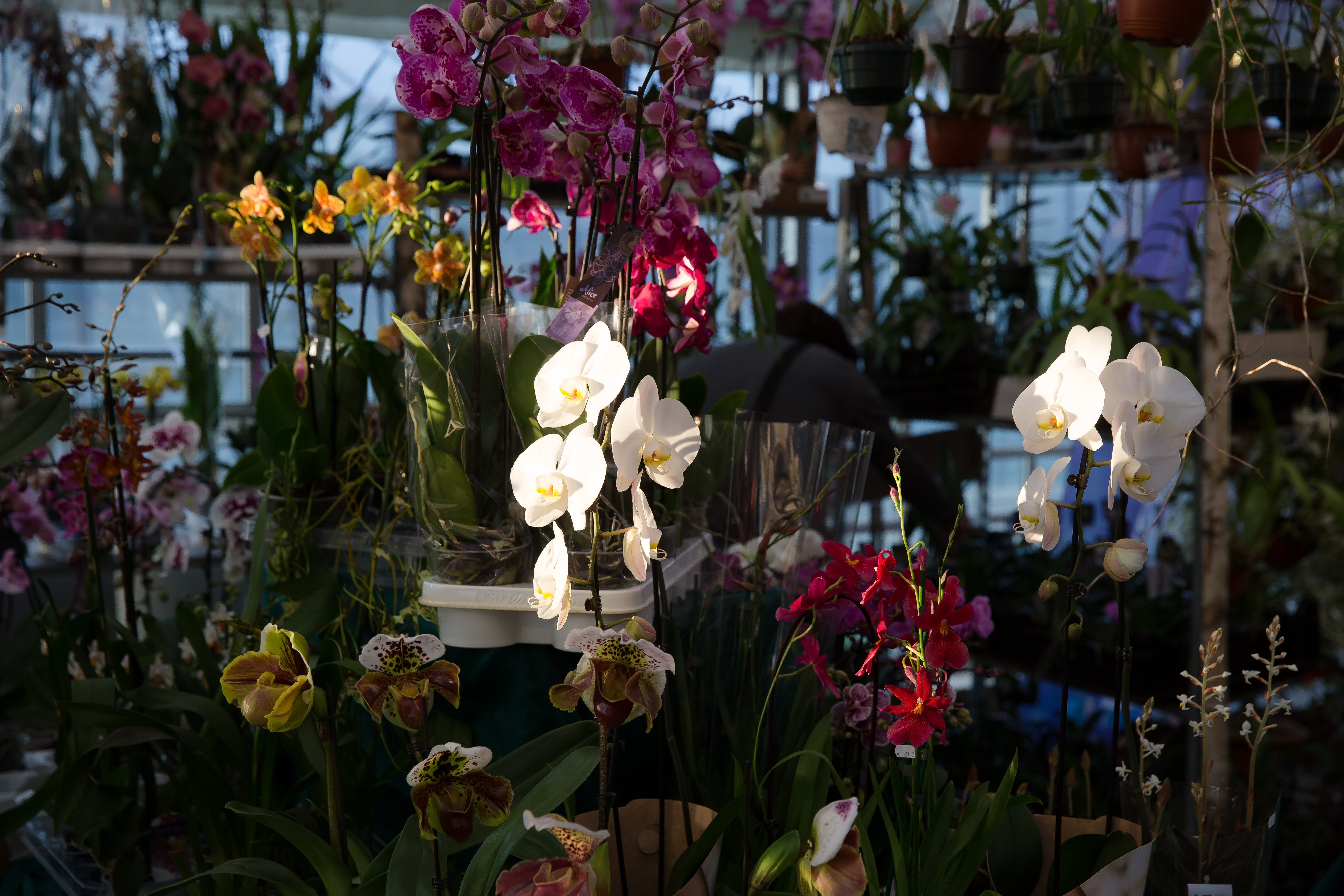
Internationale Orchideen- und Tillandsienschau 2016

Die Blumengärten Hirschstetten sind auch Schauplatz verschiedener Veranstaltungen. So finden etwa spezielle Blumenschauen (Orchideenschauen,  …), Ausstellungen mit lokalem Interesse sowie eine Weihnachtsschau mit Christkindlmarkt statt.
Darüber hinaus kann das Palmenhaus für Veranstaltungen gemietet werden. Außerdem stellen das Rosarium und das Palmenhaus beliebte Veranstaltungsorte für Trauungen dar.